# The Veronicas: Mtv.com Live EP
The Veronicas: Mtv.com Live EP es un EP del dúo australiano pop rock The Veronicas. Fue lanzado el 1 de agosto del 2006 a través del sitio web Urge. Está disponible solamente para descarga y contiene 4 canciones en vivo, incluyendo una nueva canción llamada Stay.

## Lista de canciones
1. "Revolution" (Chantal Kreviazuk, Raine Maida) – 2:35
2. "Heavily Broken" (Eric Nova, J. Origliasso, L. Origliasso) – 4:18
3. "Stay" (J. Origliasso, L. Origliasso) – 2:38
4. "4ever" (Lukasz "Dr. Luke" Gottwald, Max Martin) – 2:48